# Estación Adolfo E. Carranza
Adolfo E. Carranza era una estación de ferrocarril ubicada en la localidad homónima en el Departamento Capayán, en la provincia de Catamarca, en Argentina.

## Servicios
No presta servicios de pasajeros ni de cargas. Sus vías correspondían al Ramal CC10 del Ferrocarril General Belgrano de Recreo a Chumbicha. El ramal y las estaciones se encuentran abandonadas y en ruinas.